# ボリバル・ソベラノ
ボリバル・ソベラノ（bolívar soberano venezolano）は、ベネズエラの通貨である。2018年8月21日よりデノミネーションに伴い、それまでのボリバル・フエルテに代わって流通が始まった。
しかし、ボリバル・フエルテと同じくハイパーインフレーションにより価値が急落し、わずか3年程で新通貨ボリバル・デジタルに取って代わられた。

## 概要
2018年3月22日、ニコラス・マドゥロ大統領は通貨のデノミネーションを計画する新しい通貨改革プログラムを発表した。当初の計画では同年6月4日より1000分の1のデノミネーションが実施される予定であったが、計画の実施が2ヶ月延期された後の同年8月に10万分の1に変更され、旧通貨と比較して95%以上切り下げられる事になった。ベネズエラ中央銀行の発表では、1000ボリバル以上のボリバル・フエルテの紙幣も補助通貨として一時的に利用できるとしていた。
8月21日より新しい硬貨や紙幣の流通が始まるも、当日は新紙幣の到着が遅れるなどして交換可能額が生活に必要な金額を大幅に下回る10~50ボリバルに制限されるなど、多くの混乱が生じた。
新通貨の流通開始と同時に最低賃金や消費税の引き上げが行われ、ベネズエラ政府が発行した暗号通貨であるペトロとペッグされ、1ペトロ=60ドル=3600ボリバルと定められた。

### 史上最速のハイパーインフレーション
ベネズエラ中央銀行はこのデノミネーションを、「現金取引の容易化」や「通貨システムの簡素化」と称した。しかし、インフレーション率が2018年に169万8,488%に達し、すぐさまハイパーインフレーションに陥った。国際通貨基金は、インフレ率が2019年中に1,000万％に達すると予測していた。
あまりの通貨の暴落を受け、ニコラス・マドゥロ政権は自由主義を消極的に認める形になり、2019年の9月にはインフレ率が9500%、2020年には3000%と下落はしているものの、依然として高いインフレーションが進んでいる。
流通開始当初のレートは1ドル=60ボリバルだったが、2020年11月には1ドル=100万ボリバルの水準にまで達し、更なるベネズエラ経済の悪化やより高額な新紙幣を刷り始めた影響で2021年8月現在のレートは1ドル=410万ボリバル前後にまで悪化している。
ベネズエラの都市部ではアメリカ合衆国ドルやデビットカード等の電子決済が主に使用されており、ボリバルでの決済の割合は全体の3割を下回っている。
2021年8月5日、ベネズエラ中央銀行は同年10月に100万ボリバル・ソベラノを1ボリバル・デジタルにするデノミネーションを実施すると発表した。

## 硬貨・紙幣

### 硬貨
流通開始時に50センティモ硬貨と1ボリバル硬貨が発行されていたが、直後のハイパーインフレーションによって殆ど市場に出回ることなく消えた。表にはシモン・ボリバルの肖像、裏には額面とベネズエラの国章が描かれている。

### 紙幣

#### 2018年
ボリバル・フエルテと同様、表にベネズエラ出身のイスパノアメリカ独立戦争で活躍した人物、裏にベネズエラゆかりの野生動物とベネズエラの国立公園の風景が描かれている。紙幣のデザインの一部はボリバル・フエルテの高額紙幣発行時に検討されていたデザインを流用したものである。
紙幣の製造は全て外国に委託しており、2、200ボリバル紙幣は米クレーン・カレンシー社、5、10、50、100ボリバル紙幣はデ・ラ・ルー社、20、500ボリバル紙幣は露ゴズナク社が製紙を担当していた。
| 紙幣 | 紙幣 | 紙幣     | 紙幣                         | 紙幣                                                 |
| 画像 | 画像 | 金額     | 表に描かれている人物         | 裏に描かれている図柄                                 |
| ---- | ---- | -------- | ---------------------------- | ---------------------------------------------------- |
|      |      | 2 Bs.S   | ホセファ・カメホ             | キビタイボウシインコとモロコイ国立公園               |
|      |      | 5 Bs.S   | ホセ・フェリックス・リーバス | ハーレクインヒキガエルとエンリ・ピッティエル国立公園 |
|      |      | 10 Bs.S  | ラファエル・ウルダネタ       | オオアリクイとカタトゥンボの雷                       |
|      |      | 20 Bs.S  | シモン・ロドリゲス           | ジャガーとアビラ国立公園                             |
|      |      | 50 Bs.S  | アントニオ・ホセ・デ・スクレ | ジャガーネコとペニンスラ・デ・パリア国立公園         |
|      |      | 100 Bs.S | エセキエル・ザモラ           | ブラウンスパイダーモンキーとグアトポ国立公園         |
|      |      | 200 Bs.S | フランシスコ・デ・ミランダ   | ミドリコンゴウインコとアビラ国立公園                 |
|      |      | 500 Bs.S | シモン・ボリバル             | ムクドリモドキとマカラオ国立公園                     |

新紙幣の流通開始から4ヶ月も経たずに2ボリバル紙幣は価値が消滅し、銀行や商店が受け取りを拒否するなどして市場から取り除かれた。その後半年以内には500ボリバル紙幣を除いたすべての紙幣が価値を失い、その500ボリバル紙幣もわずか数円程度の価値しか無くなり、大量の500ボリバルの札束を持ち歩いたり、ボリバルの代わりに菓子や日用品等を用いて取引をする場面も見られた。

#### 2019年
2019年6月、ベネズエラ中央銀行は進行するインフレーションに対処するため、「通貨システムの補完と最適化」「決済システムの効率化」を名目に新たな高額紙幣を発行した。
国内で行われていた紙幣印刷のコストを下げる狙いも見受けられ、シモン・ボリバルの肖像は500ボリバルのものを流用し、図柄や色彩も非常にシンプルなものになっている。
ベネズエラの経済状況の悪化により紙幣製造にかかる費用の支払いが不可能になり、製紙をベネズエラと関係の深いロシアのゴズナク社に全て委託した他、2020年後半には国内の紙幣印刷工場が稼働不能になり、紙幣の印刷までもゴズナク社に委託せざるを得なくなった。これに前後してセキュリティスレッドから高度なホログラムが廃された紙幣が流通し始めた。
結果として、500ボリバル紙幣の次の額面が1万ボリバル紙幣となり、1000ボリバル単位の額面の紙幣は発行されなかった。
| 紙幣 | 紙幣 | 紙幣       | 紙幣 | 紙幣                 | 紙幣                                         |
| 画像 | 画像 | 金額       | 色   | 表に描かれている人物 | 裏に描かれている図案                         |
| ---- | ---- | ---------- | ---- | -------------------- | -------------------------------------------- |
|      |      | 10000 Bs.S | 青色 | シモン・ボリバル     | ベネズエラ国立霊廟と彫刻「パイタの赤いバラ」 |
|      |      | 20000 Bs.S | 緑色 | シモン・ボリバル     | ベネズエラ国立霊廟と彫刻「パイタの赤いバラ」 |
|      |      | 50000 Bs.S | 橙色 | シモン・ボリバル     | ベネズエラ国立霊廟と彫刻「パイタの赤いバラ」 |

#### 2021年
2021年3月6日、ベネズエラ中央銀行は2019年同様、通貨システムの補完と最適化を名目に更に高額の新紙幣を発表した。
20万、50万ボリバルの図柄は2019年の紙幣の図柄を額面を除いて丸々流用している。100万ボリバル紙幣は、ベネズエラの独立を決定づけたカラボボの戦いの200周年を記念する図案になっている。
このシリーズの紙幣は額面のゼロが「MIL（千）」や「MILLÓN（百万）」で省略されており、特に100万ボリバル紙幣はこの省略によって額面の数字が1になっていることから、この地点でベネズエラ中央銀行が既存の紙幣のデザインを流用しながら100万分の1のデノミネーションを実施する可能性が指摘されていた。そして実際に100万ボリバル紙幣のデザインはボリバル・デジタルの5〜100ボリバル紙幣にそのまま流用されることとなった。
結果として、2019年版の5万ボリバル紙幣の次の額面が2021年版の20万ボリバル紙幣となり、1の単位の10万ボリバルの額面が欠けるという少し変則的な状態となった。
| 紙幣         | 紙幣 | 紙幣                 | 紙幣                                         |
| 金額         | 色   | 表に描かれている人物 | 裏に描かれている図案                         |
| ------------ | ---- | -------------------- | -------------------------------------------- |
| 200000 Bs.S  | 灰色 | シモン・ボリバル     | ベネズエラ国立霊廟と彫刻「パイタの赤いバラ」 |
| 500000 Bs.S  | 紫色 | シモン・ボリバル     | ベネズエラ国立霊廟と彫刻「パイタの赤いバラ」 |
| 1000000 Bs.S | 金色 | シモン・ボリバル     | カラボボ凱旋門とカラボボの戦い               |